# Heterolepsis
Heterolepsis (von griech. έτερος, heteros: „anderer“; λήψη, lepsi: „Annahme, Einnahme“) ist eine musikalische Figur, die Christoph Bernhard (1628–1692) dem „stylus theatralis“ zuordnet. Demnach ist sie eine typische Art der Dissonanzbehandlung in der Oper, der Kantate und dem Oratorium des 17. Jahrhunderts.
Bernhard beschreibt sie als die „Ergreiffung einer anderen Stimme“, welche einerseits eintritt, „wenn ich nach einer Consonantz in eine Dissonantz springe oder gehe, so von einer andern Stimme in transitu könte gemacht werden“, andererseits, „wenn bey einer syncopirten untern Stimme, die obere in einer Quarta begriffen nicht eine Secunde steiget, sondern eine Tertia fället“.
Johann Gottfried Walther (1684–1748) bezeichnet sie als eine „Figur, als welche sich einer großen Freyheit anmaset“ und die vorliegt, „wenn eine Stimme aus einer andern bisweilen einen Clavem hinweg nimmet, und den ihrigen unterdaß jener beraubten Stimme zukommen läßet“. Walther fügt dieses Beispiel bei:
Die Generalbassrealisierung zeigt, dass das ais (welches sich zum h auflösen müsste) und das fis in T. 2 unterschiedlichen Stimmen (im Sinne der kontrapunktischen Struktur) angehören. Insofern „raubt“ die Gesangsstimme dort eine Note („einen Clavem“) aus einer anderen Stimme.